# Bose Corporation
 For alternative betydninger, se Bose.
Bose Corporation er et amerikansk selskab som producerer højttalere og lydsystemer.
Firmaet blev etableret i 1964 af dr. Amar G. Bose. Bose var ansat som professor i elektroteknik ved Institute of Technology i Massachusetts (MIT) og startede omfattende forskning indenfor højttalerdesign og psykoakustik. Udover lyd- og multimediasystemer for hjemmet har Bose blandt andet leveret lydsystemerne til NASAs rumfærger og Det Sixtinske Kapel i Vatikanet.
Bose A/S Danmark blev grundlagt som datterselskab til Bose Corporation i 1991. Hovedkontoret ligger i Brøndby.